# Mohombi
Mohombi Nzasi Moupondo (nascido em 17 outubro de 1986), conhecido profissionalmente como Mohombi, é um cantor, dançarino, produtor, autor, artista, e compositor sueco-congolês.
Mohombi em 2009 conheceu RedOne e fechou seu primeiro contrato com uma grande gravadora  a Interscope. De 2004 a 2008 Mohombi fez parte do grupo de hip hop sueco Avalon com seu irmão Djo Moupondo. Mohombi lançou seu primeiro single solo "Bumpy Ride" em agosto de 2010. o single se tornou um hit de sucesso em muitos países europeus, e foi seguido por seu primeiro álbum de estúdio, MoveMeant em fevereiro de 2011.

## Biografia
Mohombi nasceu de uma mãe de família pashto sueca e pai congolês. Criado como uma criança no Congo, Mohombi e sua família escaparam do país devastado pela guerra para Estocolmo, na Suécia em 1999, quando Mohombi tinha 14 anos. Seus pais regularmente expostos a ele para variadas influências musicais desde cedo em sua infância, para que Mohombi logo desenvolve-se sua paixão pela música. Mohombi estudou na Escola de Música Rytmus alta em Estocolmo, e fez sua estréia nos palcos aos dezessete anos na produção revival sueco do culto mostrar Wild Side Story. Ele continuou seus estudos e obteve seu diploma de bacharel em música e canção do Conservatório de Música de Estocolmo. Ele fala sueco, francês, Inglês e Lingala.
Em Estocolmo Mohombi e seu irmão Djo Moupondo, um DJ clube local conhecido como DJ Djo formaram o grupo Avalon. Combinaram o dancehall e hip hop do tempo com as batidas distintas Africano em que foram levantadas. De 2004 a 2008, o grupo vendeu mais de meio milhão de discos e ganhou o Prêmio Africano Todos os Kora, um equivalente Africano do Grammy para o Melhor Grupo de categoria - Diáspora Europa / Caribe categoria, enquanto Mohombi tornou-se um compositor prolífico em seu próprio direito. o grupo Avalon participou do Melodifestivalen, o grupo Avalon participa do Eurovision Festival Em 2005 em Linköping, Suécia, com a música bilíngüe em inglês e francês com introdução em lingala chamada "Big Up", em 2005 o Avalon Group participa do Show sthlm, um festival anual de música organizado em Lava Kulturhuset.
Em 2 de junho de 2007, eles participaram do Hoodsfredsfestivalen em Kista. Em 2007, o grupo Avalon lançou o álbum Afro-Viking. O grupo Avalon colaborou com artistas como Bob Sinclar, Million Stylez, Mohamed Lamine e Silver Room, Alexander Papadimas e muitos outros. 
Neste ponto a música era apenas um emprego a tempo parcial, e procurando algo mais Mohombi viajou para Los Angeles para tentar uma carreira solo.
Em 2011, Mohombi fez sua primeira aparição anual no MAD Video Music Awards, realizado em Atenas, na Grécia, em dueto com Katerina Stikoudi, cantando "Coconut Tree (Cάνε Με Νε Νείνω)" (Coqueiro "Make Me Stay").
Mohombi foi convidado em julho de 2015 para representar a juventude de seu país em uma cúpula organizada pelas Nações Unidas em Nova York. Ele também foi membro do júri da temporada de 2015 de Melhor da Melhor All Star, o maior show de talentos da RDC.
Em 2017, Mohombi lançou o #AfricaUnited, uma plataforma de artistas africanos cujo objetivo é promover a música do continente ao redor do mundo. Juntamente com Diamond Platnumz, Franko e Lumino, ele toca na cerimônia de abertura da Copa das Nações Africanas.
Em 2019, Mohombi participou do Melodifestivalen 2019 com a música "Hello", onde foi para a final.
Em 2020, Mohombi participará do Melodifestivalen 2020, com a música "Winners".

## Carreira Solo e MoveMeant
Sua primeira aparição como artista solo foi em colaboração com o rapper sueco Lazee on "Do It", que classifica o número 9 nas paradas suecas. Em Los Angeles, Mohombi foi apresentado por amigos ao produtor RedOne. O single de estréia do cantor, "Bumpy Ride", foi lançado nos Estados Unidos em agosto de 2010 e se tornou um sucesso mundial. Mohombi é "Miss Me" no Reino Unido, este título é um dueto com o rapper norte-americano Nelly. Seu terceiro single, "Dirty Situation", foi lançado na Europa em novembro de 2010 como um dueto com Akon. "Coconut Tree" com Nicole Scherzinger é o quarto single de seu primeiro álbum, "MoveMeant", lançado na Europa em fevereiro de 2011. Existem versões francesas dos Singles "Bumpy Ride", "Dirty Situation" e "Coconut Tree". Em setembro de 2011, Mohombi lançou um novo single, "Maraca", apenas na Suécia. A música "Suave (Kiss Me) (Suavemente)" com Nayer e o rapper Pitbull também vem no mesmo ano e se encontrou com sucesso em todo o mundo. Mohombi também trabalha com Pitbull no álbum "Global Warming: Meltdown", no título Sun na Califórnia em colaboração com a dupla DJ / Produtor Robotic Playb4ck.

## Colaboração
Em 2010 Mohombi lançou Dirty Situation com a participação de Akon. 
em 2010 lançou Coconut Tree com a participação de Nicole Scherzinger.
Em 2014 Mohombi colabora com Shaggy I Need Your Love, com Costi e Faydee com uma turnê internacional.
Em 2015, Mohombi colabora com Pitbull feat wisin no título Baddest Girl In Town.
Em 2016, Mohombi ganhou um "Grammy Awards" por sua participação no álbum ''DALE'' da Pitbull.
Em 2016, Mohombi colabora com Joey Montana e Akon no título Picky(Remix), que é apenas um remix do sucesso global de Picky Picky De Joey Montana.
em 2017 lançou Se Fue com a participação de Arash.
Em 2019, Mohombi colabora com Juan Magán, Hyenas & Yasiris no título Claro Que Si.

## Universe-Presente
Em 2014, Mohombi decidiu deixar a Universal Music e assinou com seu próprio selo La Clique Music, em seguida, lançou o álbum Universe seu segundo álbum de estúdio.

## Discografia

### Álbuns de estúdio
| Álbum     | Detalhes | Posições nas paradas musicais | Posições nas paradas musicais | Posições nas paradas musicais |
| Álbum     | Detalhes | BEL                           | FRA                           | CAN                           |
| --------- | --- | ----------------------------- | ----------------------------- | ----------------------------- |
| MoveMeant | - Lançado em 28 de fevereiro de 2011 - Gravadora: 2101 Records, Interscope, Cherrytree, Island - Formato: CD, download digital | 69                            | 79                            | 34                            |

### Singles
| Título                                  | Ano  | Melhor Posição | Melhor Posição | Melhor Posição | Melhor Posição | Melhor Posição | Melhor Posição | Melhor Posição | Melhor Posição | Melhor Posição | Melhor Posição | Melhor Posição | Melhor Posição | Melhor Posição | Melhor Posição | Certificações              | Álbum     |
| Título                                  | Ano  | BEL            | CZE            | DEN            | EUR            | FRA            | HOL            | NOR            | POL            | SLO            | SWE            | SWI            | UK             | CAN            | JAP            | Certificações              | Álbum     |
| --------------------------------------- | ---- | -------------- | -------------- | -------------- | -------------- | -------------- | -------------- | -------------- | -------------- | -------------- | -------------- | -------------- | -------------- | -------------- | -------------- | -------------------------- | --------- |
| "Bumpy Ride"                            | 2010 | 7              | 5              | 8              | 10             | 3              | 1              | 3              | 4              | 3              | 6              | 41             | —              | 32             | 20             | - DEN: Ouro - SUE: Platina | MoveMeant |
| "Miss Me" (com Nelly)                   | 2010 | 123            | —              | —              | —              | —              | —              | —              | 28             | —              | —              | —              | 66             | —              | 13             |                            | MoveMeant |
| "Dirty Situation" (com Akon)            | 2010 | 16             | —              | —              | —              | 40             | 67             | —              | 39             | 65             | 54             | —              | —              | 95             | —              |                            | MoveMeant |
| "Coconut Tree" (com Nicole Scherzinger) | 2011 | 13             | —              | —              | —              | 75             | —              | 18             | —              | —              | 8              | —              | —              | —              | —              |                            | MoveMeant |
| "In Your Head"                          | 2011 | -              | —              | —              | —              | -              | —              | -              | —              | 61             | -              | —              | —              | —              | —              |                            |           |